# Witalij Daniłow
Witalij Bohdanowycz Daniłow, ukr. Віталій Богданович Данілов (ur. 10 czerwca 1967 w m. Wełykyj Ołeksandriw) – ukraiński polityk, przedsiębiorca i działacz sportowy, właściciel i prezes klubu piłkarskiego FK Charków, pierwszy prezes ukraińskiej piłkarskiej Premier-lihi.

## Życiorys
W 2004 ukończył studia w Charkowskim Państwowym Uniwersytecie Ekonomicznym, a w 2007 w Kijowskim Narodowym Uniwersytecie Wychowania Fizycznego i Sportu Ukrainy. W latach 90. rozpoczął działalność biznesową w branży bankowej i finansowej.
Jako działacz sportowy zaangażował się w pracę najpierw w 2003 w Metaliście Charków, a potem w 2005 w FK Charków. W lipcu 2007 został jego honorowym prezesem. W lipcu 2009 wybrano go na pierwszego prezesa ukraińskiej piłkarskiej Premier-lihi. Funkcję tę pełnił do 2016.
Od 2002 do 2006 był radnym Charkowa. W wyborach w 2007 z listy Bloku Julii Tymoszenko uzyskał mandat poselski do Rady Najwyższej. W 2012 ponownie został wybrany do parlamentu, zasiadał w nim do 2014. Powrócił do Rady Najwyższej w 2019. W 2023 zrezygnował z mandatu deputowanego.
Witalij Daniłow jest żonaty, ma córkę i syna.

## Odznaczenia
- Order „Za zasługi” III klasy (2006)[4]